# Hallo Kurt!
Hallo Kurt! (japanisch おはよう!スパンク Ohayō! Supanku, deutsch ‚Guten Morgen! Spank‘) ist eine Manga-Serie, die von Shizue Takanashi nach einer Idee von Shunichi Yukimuro gezeichnet und von 1979 bis 1982 veröffentlicht wurde. 1981 verfilmte man den Manga als Anime-Fernsehserie. Die Manga-Serie richtete sich ursprünglich vorwiegend an Mädchen im Grund- und Mittelschulalter, lässt sich also der Shōjo-Gattung zuordnen.

## Handlung
Die 14-jährige Anna (im Original Aiko) zieht zu ihrem Onkel Friedrich (Fujinami) in eine kleine Stadt am Meer, da ihre Mutter in Paris arbeitet und ihr Vater seit einem Segelausflug verschollen ist (Anna glaubt jedoch fest daran, dass er noch lebt). Schon kurz nach ihrer Ankunft wird ihr geliebter Hund von einem Auto angefahren und stirbt, weswegen Anna in Trauer verfällt.
Am Hafen lernt Anna den kleinen Hund Kurt (Spank), einen Streuner, kennen, der versucht, sie aufzumuntern. Kurts Herrchen ist selbst bei einem Bootsausflug verschwunden, weshalb der treue Hund ständig am Hafen und am Strand auf ihn wartet. Anna selbst, immer noch in Trauer aufgrund des Todes ihres Hundes, beäugt die Versuche des „verflohten Köters“, ihre Nähe zu suchen, mit Argwohn. Als ihr am Hafen ein alter Mann Kurts Geschichte erzählt, merkt sie, dass sie beide viel gemeinsam haben. Die beiden freunden sich miteinander an.
Später verliebt sich Anna in Andreas, der Kurts Herrchen kannte, während Kurt selbst Zuneigung zu einer Katze empfindet (diese gehört Celine, einer Klassenkameradin von Anna, die ebenfalls ein Auge auf Andreas geworfen hat).
Am Ende der Serie kommt Annas Mutter aus Paris zu Besuch. Anna soll ihre Mutter nach Paris begleiten. Diese weigert sich, da sie immer noch daran glaubt, dass ihr Vater lebt und irgendwann wieder zurückkehren wird. Dann erfährt Anna von ihrer Mutter, dass ihr Vater damals gestorben ist und nicht als verschollen gegolten hat. Diese Notlüge hat sich Annas Mutter nur einfallen lassen, damit Anna einen Grund gehabt hat, bei ihrem Onkel zu bleiben.
Als Anna und ihre Mutter sich nach einem kurzen Streit wieder versöhnen, akzeptiert Anna das Schicksal ihres Vaters und begleitet zusammen mit Kurt ihre Mutter nach Paris. Am Hafen verabschieden sich ihr Onkel und ihre Freunde von Anna.

## Veröffentlichung & Rezeption
Der Manga wurde von 1979 bis 1982 in Einzelkapiteln monatlich im Manga-Magazin Nakayoshi veröffentlicht. Der Kōdansha-Verlag brachte diese Einzelkapitel anschließend auch in sieben Taschenbuchbänden heraus. 1999 erschien die Geschichte beim selben Verlag als Bunkoban. Play Press verlegte die sieben Sammelbände in den 1990er Jahren in Italien. 1981 gewann der Manga den Kōdansha-Manga-Preis in der Kategorie „Shōjo“. Seit März 2025 erscheint die Serie auf Deutsch bei Tokyopop in bisher zwei Bänden (Stand Juni 2025). Die Übersetzung stammt von Noreen Adolf.

## Verfilmungen
| Figur                                | Japanischer Sprecher | Deutscher Sprecher                                       |
| ------------------------------------ | -------------------- | -------------------------------------------------------- |
| Spank/Kurt                           | Noriko Tsukase       | Achim Schülke                                            |
| Aiko Morimura/ Anna Martens          | Mari Okamoto         | Eva Michaelis                                            |
| Aikos Mutter/ Annas Mutter           | Eiko Masuyama        | Astrid Kollex (Folge 1–62) Isabella Grothe (ab Folge 63) |
| Fujinami Morimura/ Friedrich Martens | Kei Tomiyama         | Kai Henrik Möller                                        |
| Serino Mihara/ Celine                | Minori Matsushima    | Kristina von Weltzien                                    |
| Shinako/Katrin                       | Rihoko Yoshida       | Christin Marquitan                                       |
| Osaku-san/ Fräulein Sänger           | Hisako Kyoda         | Verena Wiet                                              |

Auf Basis des Mangas produzierten Tokyo Movie Shinsha (TMS) und der Fernsehsender TV Asahi eine Anime-Fernsehserie. Es entstanden 63 Episoden mit je einer Dauer von etwa 24 Minuten. Als Regisseur war Shigetsugu Yoshida tätig, für einzelne Episoden übernahmen allerdings auch andere die Regie (darunter Susumu Ishizaki, Tetsu Dezaki und Naoto Hashimoto). Die Drehbücher verfassten Satoshi Kaneko und Masaaki Sakurai.
Die Erstausstrahlung der Serie fand vom 7. März 1981 bis zum 29. Mai 1982 bei TV Asahi statt. Am 13. März 1982 erschien in Japan ein 95-minütiger Kinofilm als Ergänzung zur Fernsehserie.
Der Anime fand international mehr Beachtung als seine Comicvorlage. Er wurde in mehrere Länder exportiert und lief beispielsweise im spanischen Fernsehen unter dem Titel Ola, Spanky!, im französischen als Les Aventures de Claire et Tipoune und im italienischen als Hello Spank!.
Unter dem Titel Hallo! Kurt fand der Anime auch einen Sendeplatz im deutschen Fernsehen. Die deutsche Erstausstrahlung fand ab 11. Mai 1995 auf RTL 2 statt. Für die deutsche Bearbeitung und Synchronisation, bei der die Namen des Originals eingedeutscht wurden, zeichneten die Alster Studios verantwortlich. Nach Senderwechseln zu tm3 und Tele 5 lief die Serie erneut bei RTL 2.
Das Titellied der deutschen Fassung stammt aus der italienischen Fassung Siamo quelli di Beverly Hills der US-Zeichentrickserie Beverly Hills Teens. Der Text wurde auf Deutsch umgeschrieben und hat sonst nichts mit dem Original gemeinsam.